# Tunnel d'Odre
Le tunnel d'Odre est le deuxième tunnel ferroviaire de la ligne de Boulogne-Ville à Calais-Maritime, situé à Boulogne-sur-Mer, juste après la gare de Boulogne-Tintelleries.
Il est mis en service en 1867 par la Compagnie des chemins de fer du Nord. Toujours en service, il est traversé par des trains de voyageurs de la Société nationale des chemins de fer français (SNCF), ainsi que par des trains de marchandises de diverses compagnies.

## Situation ferroviaire
Son entrée est à environ 33 mètres d'altitude et sa sortie à 45 mètres, le tunnel d'Odre, long d'environ 960 m est situé (centre) au point kilométrique (PK) 255,211 de la ligne de Boulogne-Ville à Calais-Maritime, entre les gares de Boulogne-Tintelleries et de Wimille - Wimereux. Il est précédé par le tunnel de Hauteville.
Il présente une rampe montante de 8 mm/m.

## Histoire
La Compagnie des chemins de fer du Nord fait construire ce tunnel lorsqu'elle fait réaliser les travaux de construction de sa ligne de Boulogne à Calais. Le chantier du tunnel débute en 1864 et s'achève en 1865, la première circulation de contrôle ayant lieu le 19 octobre 1865, en présence de l'ingénieur Jules Petiet.
Il est mis en service lors de l'ouverture à l'exploitation de la ligne le 7 janvier 1867. Il permet à la voie de traverser la « montagne d'Odre », sur laquelle se situait la Tour d'Odre, après le palier des Tintelleries et de rejoindre le plateau qui domine la ville au nord

## Caractéristiques
C'est un tunnel de percement, réalisé en moellons de pierres avec enduit, couvert avec de la terre. C'est une structure en rez-de-chaussée avec une voûte en berceau de plein-cintre.